# Фронтера Сур (Санта Марија Мистекиља)
Фронтера Сур (шп. Frontera Sur) насеље је у Мексику у савезној држави Оахака у општини Санта Марија Мистекиља. Насеље се налази на надморској висини од 40 м.

## Становништво
Према подацима из 2005. године у насељу су живела 4 становника.

### Хронологија
| Година       | 2000      | 2005 |
| ------------ | --------- | ---- |
| Становништво | 4 (4 / 0) | 4    |

### Попис
| # | Индикатор                        | Вредност |
| - | -------------------------------- | -------- |
| 1 | Укупно појединачних домаћинстава | 1        |